# Edgard Serrano
Edgard Serrano es un actor, animador y cantante Venezolano. Actualmente se destaca como locutor y animador en Lacyberadio.com, una radio de internet con audiencia a nivel Internacional.

## Trayectoria
Debutó con solo 10 años, como actor infantil, al ser descubierto en 1978 por el Director de CineRomán Chalbaud quien lo incluyó en su película El rebaño de los ángeles. De allí pasó directamente a la televisión en el canal RCTV interpretando el personaje del "Ratón Pérez" en la telenovela El ángel rebelde (1978), escrita por Pilar Romero. Su carrera como actor incluye más de 15 telenovelas , participación en más de 10 películas de Cine, 3 obras de teatro y además se ha alternado en su faceta de Animador y como Cantante.

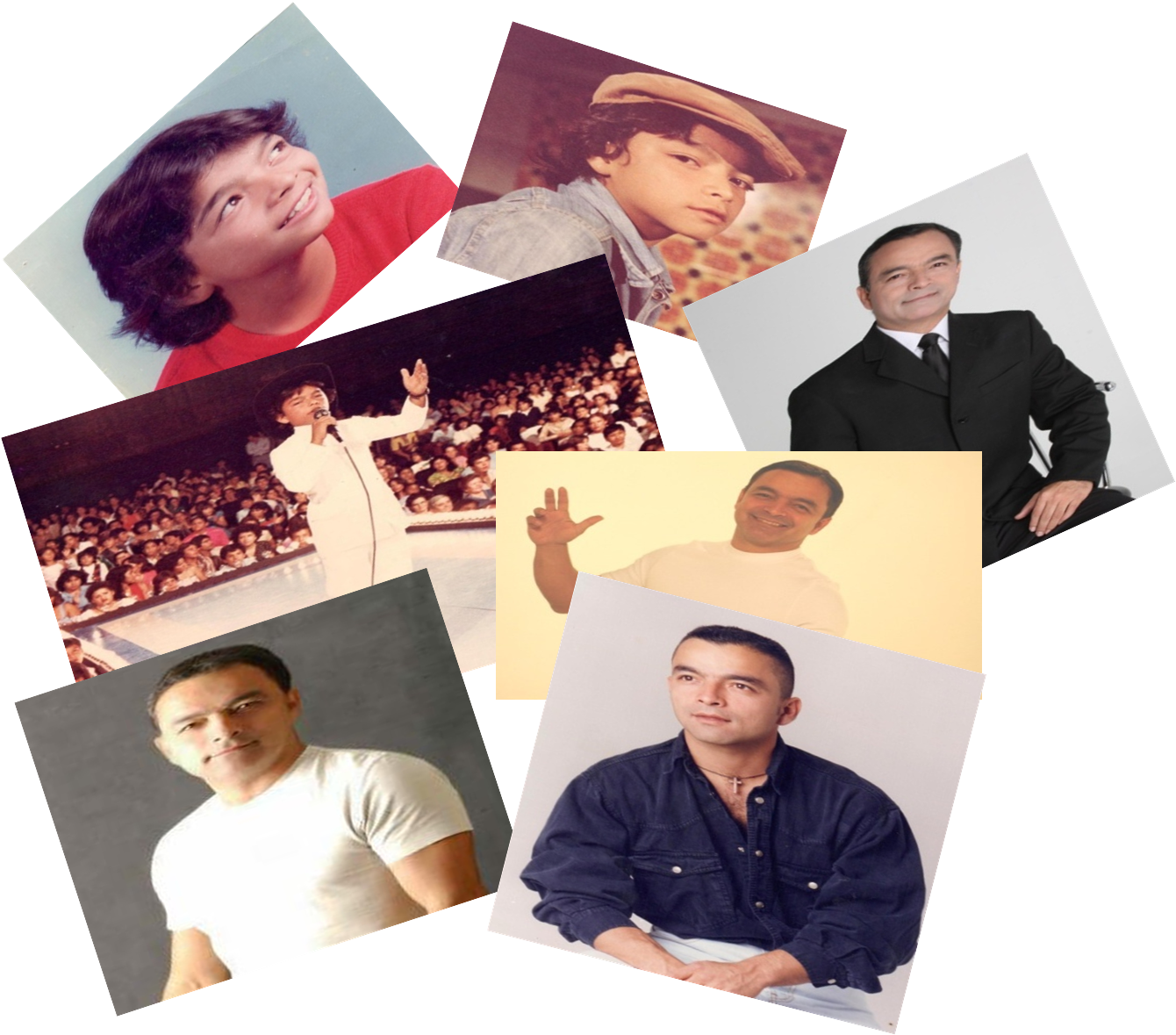
Edgard Serrano. Diferentes etapas

De su etapa como figura infantil destaca su trabajo como actor, especialmente su interpretación como "Babalu" en la telenovela Angelito de Rctv 1981, también su participación como Panchito en el Cortometraje inspirado en el cuento de José Rafael Pocaterra Panchito Mandefuá que le valió el premio municipal de Cine como Mejor Actor.
Pero no solo como actor destaca el inquieto jovencito ya que sorprendió a todos por su trabajo como animador junto a Eladio Larez en Sr sábado (RCTV, 1979), con Orlando Urdaneta en A todo color (Rctv, 1980) y con Guillermito González en Fantástico (Rctv, 1982). En el Poliedro de Caracas, máximo escenario de la ciudad, fue el animador de las presentaciones del famoso elenco de la serie mexicana El Chavo y de los ídolos Puertorriqueños del grupo Menudo. 
Como cantante infantil fue invitado permanente interpretando música venezolana en el show Fantástico (Rctv, 1982) y grabó un tema especial dedicado a los padres a dúo con el Compositor Chelique Sarabia.
Como suele suceder con las figuras infantiles se hizo difícil la transición a figura adulta, pero Serrano se las arregló para mantenerse en su actividad artística con algunas apariciones en telenovelas y en esa época se dedicó más a su faceta de Cantante. En 1997 de la mano de los productores y arreglistas Joel Uriola y Jesús Moreno edita el Cd de Salsa titulado Está Llegando el Tiempo con 8 canciones de su propia autoría. Aunque el primer sencillo debutó con buen pie en la difusión radial, algunos errores de promoción y la falta de recursos impidieron que el Disco trascendiera. No obstante Serrano presentó 2 Video Clip y su mayor logro fue una presentación en el mes de noviembre el día del Estudiante en la famosa Plaza del Rectorado de la Universidad Central de Venezuela  que a su máxima capacidad aplaudio el trabajo del joven cantautor.
En el 2003 , da uso a su Certificado de Locución de la promoción Ucv y debuta como Locutor en la Radio por internet www.lacyberadio.com y en poco tiempo logra ganarse la simpatía del público y consolida un estilo peculiar con frases distintivas como "Qué bueno, qué bueno, qué bueno", "Colirio para mis ojos" y "No digas que no te lo dije" entre otras que comenzaron a ser repetidas por miles de seguidores que marcaron récord de conexiones para una página web Venezolana. En televisión participó en Meridiano TV en la cobertura de la Copa América 2007 como ancla desde todos los escenarios para el programa Gol Vinotinto.
Es en el 2009 que retoma su trabajo como Actor y de esta etapa destaca su interpretación como el "Comisario Perales" en la telenovela La mujer perfecta (Venevisión, 2010) y una participación especial en La viuda joven (Venevisión, 2011) justo en el penúltimo capítulo, momentos en que la novela de Martín Hahn batía récords de sintonía en su etapa final. 
En el Cine llamó la atención con el personaje del Abogado Nazaret en la película Azotes de barrio (Jackson Gutiérrez, 2012).

## Telenovelas y Series
- El ángel rebelde (1978), RCTV, Ratón Pérez.
- Mabel Valdez (1979), RCTV
- El esposo de Anaís (1980), RCTV, Leonardito.
- Marielena (1981), RCTV, Pedrito.
- Angelito (1981), RCTV, Babalu.
- Rosalinda (1981), RCTV, Juanito.
- La fruta amarga (1982), VTV, Pascualito.
- Bolívar, pasión libertaria (1983), VTV, Estudiante.
- La mujer sin rostro (1984), VTV, Adalberto.
- Diana Carolina (1984), Venevisión y WAPA-TV
- Rosamaría, el ángel del barrio (1985), Venevisión, Mogli.
- Los Donatti (1986), Venevisión , Pedrito.
- La millonaria (1987), Televen , Samuel.
- Bellísima (1992), Venevisión, "El loco".
- Un esposo para Estela (2009), Venevisión, Vicente.
- La mujer perfecta (2010), Venevisión , Comisario Perales.
- La viuda joven (2011), Venevisión , Asistente Viuda Negra.
- El árbol de Gabriel (2011), Venevisión, Dr Martínez.
- Mi ex me tiene ganas (2012), Venevisión, Detective Osuna.
- Amor secreto (2015), Venevisión, Dr de Trinidad.

## Cinematografía
- El rebaño de los ángeles (1978) Dir. Román Chalbaud	(Ven)
- La boda (1979) Dir. Román Chalbaud (Ven)
- El reconcomio (1980) Dir. Clemente de la Cerda (Ven)
- Panchito Mandefua (Cortometraje) (1980) Dir. Luis Rosales (Ven)
- La casa de agua  (1982) Dir. Jacobo Penzo	(Ven)
- Retén de mujeres 	(1984) Dir. Carlos López (Ven)
- Por un polvo (2008) Dir. Carlos Malave (Ven)
- El último cuerpo (2010) Dir. Carlos Malave (Ven)
- Iyawo la justicia de Olofi (2011) Dir. Jackson Gutiérrez (Ven)
- Solo en casa (2011) Dir. Manuel Pifano (Ven)
- Azotes de barrio (2012) Dir. Jackson Gutiérrez (Ven)

## Teatro
- Pinocho (1980) Dir. Carlos Moreno (Ven)
- Blancanieves (1981) Dir. Daniel Clavero (Ven)
- La pequeña Lulú (1984) Dir. Rogelio Aponte (Ven)

## Animador
- Sr Sábado (1978)Rctv Programa sabatino coanimador junto a Eladio Larez
- Adiós 78 (1978) Rctv Unitario Especial coanimador junto a Chavelita
- A todo color (1979) Rctv Programa sabatino coanimador Junto a Chelique Sarabria
- Fantástico (1981) Rctv Programa sabatino coanimador junto a Guillermito González
- Tricolor Tv (1984) VTV Programa infantil diario animador sección deportiva
- Lacyberadio (2006) Cmt Programa de Videos musicales
- Gol Vinotinto (2007) Meridiano TV Programa deportivo Especial Copa América 2007

## Discografía
•	Soy Tremendo (1992)
- A.	Soy Tremendo (SENCILLO)
- B.	Pequeña (SENCILLO) Letra y Música Luvinel

Arreglo Musical : Porfi Baloa
•	Está Llegando el Tiempo (1997)
- 1.	Mi Mensaje
- 2.	Historias en Paralelo
- 3.	El Visionario
- 4.	Panchito
- 5.	No te rindas
- 6 Esperanzas al cielo
- 7.	No creas
- 8.	Esta LLegando el tiempo

Todos los temas Letra y Música Edgard Serrano
Arreglos Jesús Menudo Moreno , Joel Uriola Porfi Baloa

## Videoclips
- Esperanas al Cielo 1997
- Panchito 2001
- Mi Mensaje 2002

## Enlaces
- canal YouTube: http://www.youtube.com/user/EdgardSerrano
- Facebook oficial: https://www.facebook.com/pages/Edgard-Serrano/51843697329?ref=hl
- Twitter oficial: @edgardserrano

- Datos: Q17276374